# Tabe Slioor
Tabe Maria Ingeborg Slioor, född 21 november 1926 i Helsingfors, död 25 april 2006 i Åbo, var en finländsk modeföretagare och societetsskönhet.
Slioor, som hade en persisk far och finlandssvensk mor, blev känd efter kriget inom den finländska modevärlden och steg snabbt inom Finlands inflytelserika umgängeskretsar samt höll egen salong, där tidens burna författare, politiker och affärsfolk samlades. Hon skapade intima kontakter och vänskaper, och var inte sen att använda dessa ifall av motgångar. Hon trivdes även i publiciteten och utgav sina upplevelser första gången 1961 i herrtidningen Jallu, vilket givetvis ledde till skandal och försäljningsframgångar för tidningen. Samarbetet med Jallu fortsatte på 1960-talet, då hon vistades i USA. Hon utgav 1997 sina memoarer med titeln Tabe.
Slioor ligger begravd på Malms begravningsplats i Helsingfors.